# عبد الحليم معظم
السلطان عبد الحليم معظم (28 نوفمبر 1927 - 11 سبتمبر 2017) سلطان ولاية قدح شمال البلاد، أدى اليمين الدستورية لتولي منصب ملك ماليزيا الرابع عشر (يانغ دي-برتوان أغونغ) لفترة خمس سنوات، في مراسم تقليدية أقيمت بالقصر الوطني في العاصمة كوالالمبور في 13 ديسمبر 2011.
وهذه هي المرة الثانية التي يتولى فيها عبد الحليم هذا المنصب، فقد كانت المرة الأولى عام 1970 واستمرت حتى 1975. ووفقاً لنظام الملكية الفريد في ماليزيا، يتولى سلاطين الولايات التسع في البلاد منصب الملك بصورة دورية لمدة خمس سنوات.
ويجتمع مؤتمر الحكام مرة كل 5 أعوام لاختيار الملك الجديد، حيث يجرى اقتراع سري، من حيث المبدأ، ولكن فعلياً يسير التسلسل وفقاً لقواعد معدة مسبقا لتولي المنصب بصفة دورية.
السلطان عبد الحليم في هذه المرة خلف ميزان زين العابدين سلطان ترغكانو، والسلطان عبد الحليم هو أول ملك ماليزى يتوج مرتين. والملكية الدستورية في ماليزيا ذات دور شرفي، ولكن الملك هو القائد والمدافع عن تقاليد عرقية المالاي، التي تمثل أغلبية سكان البلاد، وعن الإسلام، الديانة الرسمية لماليزيا.